# Yvona Stolařová
Yvona Stolařová (* 25. září 2001 Cheb) je česká divadelní, televizní a filmová herečka. Studovala na Janáčkově konzervatoři v Ostravě. V roce 2019 ztvárnila hlavní roli v komedii Jiřího Vejdělka Poslední aristokratka a v roce 2024 v jejím pokračování Aristokratka ve varu (obě komedie byly natočeny podle literárních předloh Evžena Bočka).
Aktuálně[kdy?] působí ve vršovickém divadle MANA a v Divadle Petra Bezruče, v minulosti hostovala mj. v Městském divadle v Kladně.